# Céramique de Kossiv
En Ukraine, la céramique peinte de Kossiv est un art et un artisanat traditionnel datant du dix-huitième siècle. Cette pratique, désignée dans la classification de l'UNESCO comme savoir-faire lié à l'artisanat traditionnel, intègre en 2019 la liste représentative du patrimoine culturel immatériel de l'humanité.

## Description

### Histoire
Née au dix-huitième siècle, cette pratique de Kossiv connaît son âge d'or à la fin du dix-neuvième siècle, sous le patronage de l'empereur autrichien François-Joseph. Les objets concernés illustrent la culture des Houtsoules.

### Pratique
Vaisselle, objets cérémoniels, jouets et carrelages sont concernés. Les objets sont faits à partir d'argile grise locale, recouverte d'argile blanche. Après que l'argile sèche, les artisans dessinent les motifs figuratifs avec une tige en métal. Les objets sont alors cuits et peints avec de l'oxyde métallique, ce qui donne les couleurs jaune et verte (parfois, les plus confirmés ajoutent un peu de cobalt). Le colorant vert s'étale pendant la cuisson (à 950 degrés Celsius) ce qui donne un effet d'aquarelle. Ce phénomène est appelé « les larmes », il est délibéré.
La potière Ivanna Kozak-Dileta explique qu'il existe deux techniques traditionnelles, la blanche et la rouge, et que, pour obtenir les colorants, chaque artiste possède une technique personnelle. Elle ajoute que le jaune symbolise le soleil, le vert la forêt, le brun la terre, et une couleur claire la pureté. D'après la directrice du Musée de l'art et de la vie populaires de Hutsulshchyna à Kossiv, les motifs figuratifs décrivent la vie au village, celle des aristocrates, des bergers, des artistes, des Juifs et des Roms. 

## Efforts de préservation
Les céramiques, à la fois utiles et esthétiques, sont fabriquées dans des ateliers familiaux et de petites échoppes. Le Département de céramique d’art de l’Université de Kossiv assure la préservation, matérielle comme transmissive, de cette pratique. En 2019, l'Unesco l'inscrit dans la liste représentative du patrimoine culturel immatériel de l'humanité.